# Hvalstad Station
Hvalstad Station (Hvalstad stasjon) er en jernbanestation på Drammenbanen, der ligger i området Hvalstad i Asker kommune i Norge. Stationen ligger 20,19 km fra Oslo S, 64,0 meter over havet. Den betjenes af lokaltog mellem Spikkestad og Lillestrøm.
Hvalstad har haft hele tre forskellige stationsbygninger i tidens løb. Den første blev bygget med Georg Andreas Bull som arkitekt og taget i brug, da Drammenbanen åbnede 7. oktober 1872. Bygningen dannede forbillede for mange andre stationsbygninger langs Drammenbanen og Randsfjordbanen. Disse bygninger kendes som "Hvalstadtypen".
I forbindelse med fjernelsen af den store træbro Hvalstadbroen over Hvalstaddalen, blev banen omlagt og en ny stationsbygning opført i 1915 med Jens Flor som arkitekt. Bygningen er i dag i privat eje, malet gul og bliver brugt som dyreklinik.
I 1962 opførtes den tredje og nuværende stationsbygning med J. Kristiansen som arkitekt i forbindelse med, at banen udvidedes med dobbeltspor. Stationen er udsmykket indvendigt med et stort maleri malet af Billingstad skole i 1988.